# La Vallée des Immortels
La Vallée des Immortels est la 19e aventure de la série de bande dessinée Blake et Mortimer. Elle est scénarisée par Yves Sente et dessinée par Peter van Dongen et Teun Berserik, d'après les personnages créés par E. P. Jacobs. Elle est composée des 25e et 26e albums de la série.

## Tomes
Cette aventure est constituée de 2 tomes.

### Tome 1:Menace sur Hong Kong
Le premier tome est pré-publié dans le magazine belge Moustique à partir du 4 juillet 2018 puis dans le journal français Ouest-France à partir du 11 juillet 2018. Il paraît en librairies en France le 16 novembre 2018.

#### Résumé
L'intrigue commence quelque mois avant la fin des événements du Secret de l'Espadon. Un convoi de navires cargo en partance de Nankin fait route vers Taïwan sous la responsabilité du docteur Sun-Yi-Sun, conservateur de 240.000 trésors archéologiques exfiltrés de la Chine continentale par le Kuomintang. Malheureusement, à la suite d'une tempête cyclonique en mer de chine, un des navires est perdu sur une île. Une fois à Taïwan, le professeur découvre par hasard dans un coffret un manuscrit provenant de la première dynastie chinoise, mais une statuette mentionnée dans le texte est manquante et ferait partie du chargement perdu. Le sujet arrive aux oreilles du général Xi-Li, seigneur de guerre dans le sud du Yunan, qui attend l'attaque imminente des Espadons britanniques et la fin de l'empire jaune de Bassam-Damdu.
Lhassa venant d'être rasé par la bombe atomique anglaise, le colonel Olrik sort indemne des décombres et avec l'aide du professeur Sun Fo (qu'il abat sans vergogne) s'échappe avec un prototype de l'Aile Rouge III, un chasseur révolutionnaire. Celui-ci est pris en chasse par les P-51 de l'armée de Xi-Li. Olrik désarmé se rend, leur offre son avion et est emmené dans une prison en bambou noyée dans la boue avec d'autres opposants tandis que les Anglais triomphent.
Débarrassée de l'empire jaune, la Chine est alors déchirée par l'affrontement entre les maoïstes et les nationalistes de Chiang Kai-shek. Le capitaine Blake est chargé par l'Intelligence Service de se rendre à Hong Kong, alors colonie britannique, pour en assurer la protection. Le général Xi-Li guette l'occasion de tirer profit du conflit chinois pour asseoir son pouvoir sur tout le pays, grâce au mystérieux manuscrit. Il recrute le colonel Olrik alors dans ses geôles.
À Londres, Mortimer accompagne le professeur Bao Dong au British Museum. Il empêche Dong d'être kidnappé par les hommes de Miss Lo aux ordres de Xi-Li. C'est au cours d'un dîner avec lui que Mortimer prend possession d'un objet archéologique chinois recherché signé du forgeron Gong-Shou, créateur de la première arbalète chinoise.
Mortimer rejoint deux jours plus tard Blake à Hong-Kong pour des travaux sur une nouvelle arme défensive. Il rencontre à l’hôtel Peninsula Nathan Chase venant de rejoindre la colonie britannique. Han-Dié, l'adjoint de Sun-Yi-Sun, aux ordres de Xi-Li, lui a déjà dérobé son coffret et s'est débarrassé du professeur. Il s'allie à Mister Chou de la triade locale pour retrouver le second coffret disparu chez un revendeur d'antiquité de Kowloon.
Mortimer part découvrir sa nouvelle arme "Skylantern" dissimulée sous une colline de l'île de Hong-Kong. Le bastion est attaqué par un P-51 Wuxia de l'armée de Xi-Li. Le chasseur est bientôt abattu par des Spitfires de la RAF. L'ingénieur Payne ayant été tué durant l'attaque, Mortimer propose à M. Chase de renforcer l'équipe technique.
Un message de Sun-Yi-Sun propose une rencontre à Kowloon pour Mortimer, c'est en fait un piège tendu par Chou. Mortimer y réchappe pour tomber dans un autre traquenard posé par Han-Dié. Cette fois Chou l’assomme sur le pic Victoria et son coffret est récupéré. Chloroformé et kidnappé, sa disparition est découverte mais trop tard par Blake qui retrouve sa pipe.
Les coffrets et Mortimer sont transférés dans la voiture de Nathan Chase qui se révèle être en fait Olrik déguisé.

### Tome 2:Le Millième Bras du Mékong
Le deuxième tome paraît le 22 novembre 2019.

#### Résumé
Le capitaine Blake poursuit sans succès la recherche de son ami avec l'inspecteur Flagson. Pendant ce temps, Mortimer est exfiltré par Olrik en dehors de Hong-Kong vers la Chine où Chou l’emmène ensuite sur un bateau, en compagnie de Han-Dié lui-même prisonnier, et des précieux coffrets. Reconnaissant sur la rivière mademoiselle Zi à qui il a acheté un bracelet, Mortimer lui envoie un message de secours. L'inspecteur Flagson et Blake sont alors au Victoria Hospital qui vient de récupérer Sun-Yi-Sun et sa collaboratrice miss Ylang Ti, rescapés sur un îlot rocheux.
Pendant leur voyage, Han-Dié traduit à Mortimer le second manuscrit et l'histoire du roi Shi Huangdi puis prennent un avion en direction de Kunming. Blake accueille Chase dans la base du "Skylantern" sans se douter qu'il s'agit d'Olrik. Mademoiselle Zi fournit à Flagson l'appel au secours de Mortimer, en conséquence Blake accompagné de Ylang Ti décident de partir en avion à sa rescousse.
Arrivé à Kunming, Chou change d'avion en part avec ses prisonniers vers la base de Xi-Li, la météo est désastreuse et l'avion finit par se crasher dans la jungle, l'équipe poursuit à pied. Au même moment Blake atterrit tant bien que mal à Saïgon, puis le lendemain sur l'aéroport laotien de Boismenu dirigé par l'armée française à la frontière chinoise. Entretemps Chou rejoint enfin le QG de Xi-Li et délivre au général les manuscrits tandis que Mortimer rejoint les geôles où se trouve Nasir mal en point. Xi-Li ordonne au professeur sous la menace de réparer l'Aile Rouge. Blake déguisé en vieillard chinois traverse la frontière en compagnie de Ylang Ti et se dirige vers le camp ennemi.
La nuit venue, Chou ayant entendu la légende de la vallée des immortels contée par Han-Dié, délivre Mortimer et prend la direction du millième bras du Mékong en sa compagnie. Dans leur périple, ils retrouvent la cabane du récit puis rencontrent des hordes de moustiques assoiffés de sang. Ils sont sauvés par le père Odilon qui habite dans la région. On leur prépare des remèdes à base de plante qui les remettent sur pied. Ils repartent alors sur le chemin de la vallée et traversent la "forêt de pierre" infestée de serpents, puis un champ habité par des pandas géants, et enfin la vallée des immortels où dorment des dragons à plumes non loin d'une caverne regroupant leurs œufs. Une plainte arrive du fond de la grotte et de l’obscurité sort l'empereur Shi Huangdi. Mortimer et Chou écoutent son histoire qui correspond à celle du manuscrit. La sorcière Jiu-Piu, mère des dragons, a condamné l'empereur à l'immortalité et l'a fait prisonnier de la vallée.
Chou s'en prend à l'empereur et lui vole un sac plein d’émeraudes, mais la naissance de plusieurs dragonnets a attiré leurs parents et Chou se retrouve entouré avant de se faire tuer. La reine des dragon se pose devant Mortimer et se métamorphose en Jiu-Piu. Reconnaissant en Mortimer un homme bon, elle lui fait don d'une perle de vie puis l'endort. Il repart dans la bouche d'un dragon.
Se réveillant sur le navire du père Odilon, Mortimer retrouve la perle de vie dans la poche. Un vieux journal lui donne une information capitale sur la mort de Nathan Chase. Laissé aux abords de la base de Xi-Li, il est appréhendé non loin de celle-ci par Blake et Ylang Ti. Ils sauvent Nasir laissé à moitié mort aux crocodiles. Mortimer lui fait ingérer la perle de vie et Nasir se rétablit miraculeusement. Le lendemain matin, tandis que Mortimer et Nasir prennent les commandes de l'Aile Rouge, Blake et miss Ti contactent par radio l'inspecteur Flagson pour l'avertir de l'usurpation de Chase, ils mettent en même temps le feu au QG de Xi-Li puis s'enfuient.
Dans la base secrète du « Skylantern », Olrik prévenu par Xi-Li s'empare du prototype et attaque les forces britanniques et Kowloon. Arrivés rapidement sur place, Blake à bord de l'Aile Rouge s'en prend à lui, mais son armement ne fait pas le poids contre le "Skylantern". L'Aile Rouge touchée mortellement amerrit brutalement. Les Anglais déclenchant le système d'auto-destruction du "Skylantern", il s'écrase également en mer. Olrik utilise un matériel sous-marin trouvé dans l'appareil pour s'échapper.
Blake, Mortimer, Nasir, miss Ti, Sun-yi-Sun et Flagson sont remerciés de leurs actions lors d'un cocktail au palais du gouverneur de Hong-Kong Alexander Grantham.

## Élaboration de l'album
La Vallée des Immortels est le premier album dessiné à quatre mains par Peter Van Dongen et Teun Berserik. Les deux dessinateurs se répartissent chacun 27 des 54 planches de l'album  et les dessinent chacun de son côté, puis se corrigent mutuellement. Teun Berserik estime que ses points forts sont la partie technique et les personnages, tandis que les décors de ville sont le point fort de Peter Van Dongen.
La couverture, qui montre Mortimer circulant dans les rues de Hong Kong en pousse-pousse, est une référence à l'album des Aventures de Tintin Le Lotus bleu publié par Hergé en 1934-1935. Tchang, le jeune orphelin chinois ami de Tintin qui apparaît pour la première fois dans Le Lotus bleu est représenté dans le second tome page 13, vignettes 8,9,10,11.
Le scénario, quant à lui, est élaboré par Yves Sente, dont c'est le huitième album pour Blake et Mortimer, le premier ayant été La Machination Voronov paru en 2000. L'album explore une période dont Jacobs ne disait rien dans ses albums : celle qui suit la fin de la troisième guerre mondiale relatée par Le Secret de l'Espadon. Sente tente aussi d'expliquer ce que devient Olrik après sa défaite aux côtés du dictateur Basam-Damdu à la fin du Secret de l'Espadon. Le thème de l'immortalité, placé au cœur de l'intrigue, cherche à reprendre des mots-clés typiquement « jacobsiens » afin de rester proche de l'ambiance des albums d'E. P. Jacobs.
L'album est imprimé à 400 000 exemplaires pour son lancement en librairies à la mi-novembre 2018.

## Lieux et personnages
La Vallée des Immortels met en scène les trois personnages principaux de la série : les deux héros, le capitaine Francis Blake et le professeur Philip Mortimer, et le principal antagoniste, le colonel Olrik. On retrouve aussi brièvement le docteur Sun Fo ainsi que l'empereur Basam-Damdu et Nasir.
Nathan Chase, dont Olrik prend l'identité après avoir appris son décès, était apparu brièvement dans l'album Le Bâton de Plutarque : il jouait aux échecs contre le colonel à la base de Bletchley Park.
L'action se déroule très majoritairement à Hong Kong, ainsi qu'à Londres, à Taiwan et en Chine méridionale.

## Accueil critique
Sur le site BD Zoom, Philippe Tomblaine estime que « l'album s'en sort très honorablement » et en précise les raisons : « scénario dense, décors aussi variés que détaillés, arrière-plan historique expliqué de belle manière et dessin à l’avenant ». Il se dit incapable de distinguer les planches dessinées par Peter Van Dongen de celles dessinées par Teun Berserik.
Le blog Ligne Claire de Jean-Laurent Truc souligne un album qui brille plus par son dessin que par son scénario.